# Otto Umbehr
Umbo (Düsseldorf, Alemania, 18 de enero de 1902 - Hannover, 13 de mayo de 1980), cuyo nombre completo era Otto Maximilian Unbehr, fue uno de los fotógrafos más importantes de la Escuela de la Bauhaus, prestigiosa institución educativa y artística alemana de la época de la vanguardia.
Fue admitido en 1921 en la Bauhaus. Se encuentra con László Moholy-Nagy, uno de los fotógrafos más importantes de la Bauhaus cuando todavía este campo artístico no se enseñaba formalmente en ella. Estéticamente estuvo muy influenciado por las enseñanzas de Johannes Itten. Estudió allí hasta 1923. Posteriormente, ya fuera de la escuela y trabajando en Berlín se comenzó a dedicar a la fotografía y desarrolló novedosos y atrevidos retratos que, prescindiendo de la calidad cromática de la imagen, buscaban una captación más esquemática, abstracta y vanguardista, con mayores contrastes.
Durante la guerra una bomba destruyó su archivo, en el cual había decenas de miles de negativos.

## Colaboración cinemátográfica
Dentro del carácter típicamente multidisciplinar de los artistas vanguardistas, también colaboró con Walter Ruttmann en su conocida película Berlín: Sinfonía de una gran ciudad (1927)